# 달팽이의 별
"달팽이의 별"(Planet Of Snail)은 한국에서 제작된 이승준 감독의 2012년 멜로/로맨스, 다큐멘터리 영화이다. 조영찬 등이 주연으로 출연하였다.

## 출연

### 주연
- 조영찬
- 김순호

## 기타
- 책임프로듀서: 조동성
- 프로듀서: 감병석
- 프로듀서: 김진희
- 프로듀서: 김민철
- 공동프로듀서: Janne Niskala
- 조연출: 우동열
- 조연출: 이진영
- 조연출: 박지연
- 사운드: Sami Kiiski
- 광고디자인: 최지웅
- 광고디자인: 박동우
- 마케팅부문: 채윤희
- 마케팅부문: 김태주
- 마케팅부문: 김지운
- 마케팅부문: 채지수
- 마케팅부문: 전유정
- 마케팅부문: 김현희
- 마케팅부문: 이종형
- 예고편: 김동현
- 예고편: 이명규
- 포스터사진: 황인철